# Dallenwil
Dallenwil − miejscowość i gmina w środkowej Szwajcarii, w kantonie Nidwalden.

## Demografia
W Dallenwil mieszka 1 857 osób. W 2021 roku 9,3% populacji gminy stanowiły osoby urodzone poza Szwajcarią. 

## Transport
Przez teren gminy przebiega droga główna nr 374. 